# Euchlaena amoenaria
Euchlaena amoenaria (tên tiếng Anh: Deep Yellow Euchlaena) là một loài bướm đêm thuộc họ Geometridae. Nó được tìm thấy ở miền đông Bắc Mỹ.
Sải cánh dài 30–50 mm. Con trưởng thành bay từ tháng 5 đến tháng 9. Có hai lứa trưởng thành một năm.
The larval food plant is unknown, but larvae of other loài thuộc chi feed on the foliage of deciduous trees.

## Hình ảnh

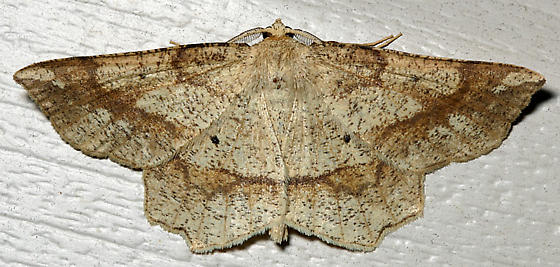